# Fierabrás

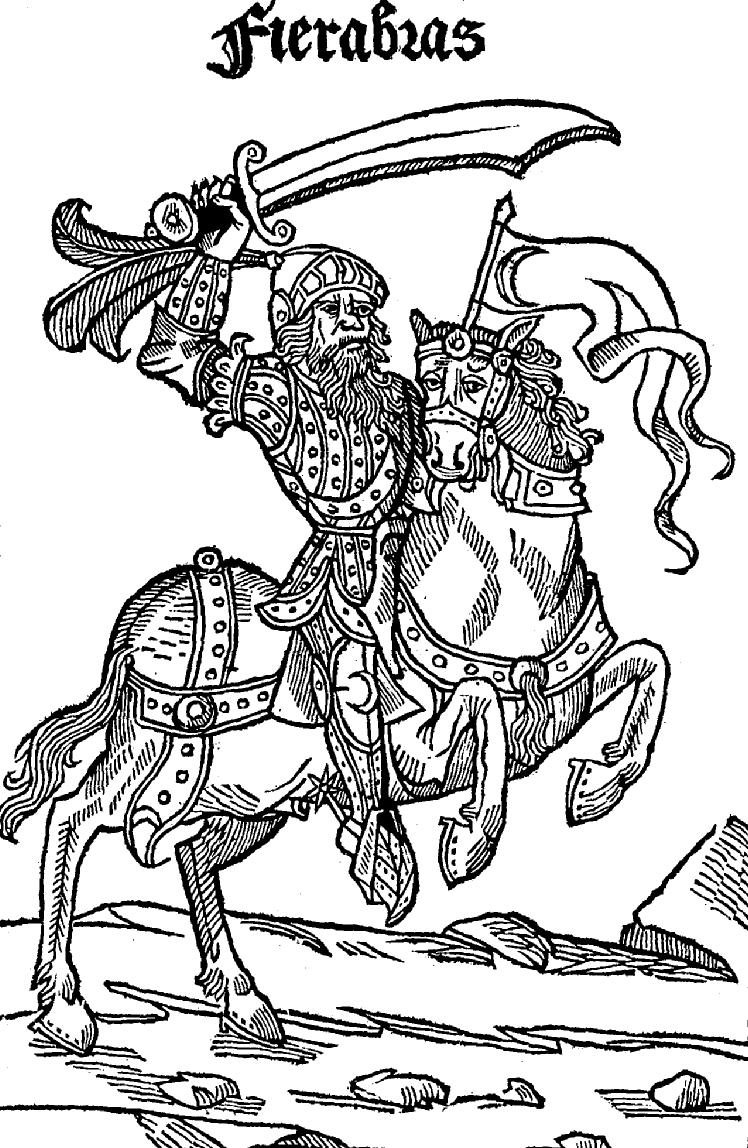
Fierabrás en un grabado de una edición de Le roman de Fierabras le Géant, de Jehan Bagnyon. 1497.

Fierabrás —del francés Fier-à-bras, «brazo bravo», es decir, «fanfarrón, bravucón»— es un personaje de ficción de prolongada existencia que figura en varios cantares de gesta franceses del ciclo carolingio, también conocido como Fierabrás de Alejandría. Se lo describe como un caballero sarraceno de gigantesca estatura, héroe pagano de grandísima fuerza y magnánimo corazón muy diestro en el manejo de las armas, emir de Alejandría y sultán de toda la provincia de Babilonia, hasta el mar Rojo y Jerusalén. Era hijo del poderoso emir Balán, hombre de muy grandes rentas, señor de muchas provincias y gobernador de al-Ándalus, y mantenía constante conflicto con Roldán y los doce pares, especialmente Oliveros, con el que rivalizaba en proezas, pero tras ser derrotado por este, se convierte al cristianismo y en su amigo, y lucha en las filas del ejército de Carlomagno.
El caballero aparece documentado por primera vez en la chanson Fierabras, poema épico y cantar de gesta anónimo francés de finales del siglo XII, en el que juega un papel fundamental el conflicto religioso entre moros y cristianos; y, posteriormente, en otros idiomas y en diversas obras literarias, poemas épicos y novelas del Renacimiento, comedias caballerescas del Barroco, óperas del Romanticismo, literatura de cordel, novelas gráficas, folklore, películas y teatro de marionetas.

## Edad Media
Durante los siglos XI y XII, los juglares y los trovadores, que cantan en occitano, son el vehículo de transmisión de los cantares de gesta, divulgados oralmente debido al analfabetismo de la sociedad de la época. Aunque su extensión oscila entre los 2.000 y los 20.000 versos, no suelen sobrepasar los 4.000. Tal cantidad de versos obliga a que el juglar que los recita en público tenga que fragmentar su relato en más de una jornada. Parece demostrado, por la existencia de determinados pasajes de entre 20 y 90 versos en los que se hace un resumen de lo anteriormente acontecido, probablemente para refrescar la memoria del auditorio o introducir en el relato a los nuevos espectadores. Los cantares se agrupan en tiradas variables de versos que se relacionan por tener la misma asonancia al final y por constituir una unidad de significado a menudo anunciado en la tirada anterior. Han llegado hasta nuestros días debido a que se realizan copias manuscritas de ellos bastante más tardías que las propias canciones recitadas por los trovadores y juglares.

## Francia
Especialmente numerosos en Francia, los cantares de gesta posiblemente sean compuestos en su mayoría por clérigos instruidos, aunque algunos investigadores afirman que pueden ser obra de los propios trovadores o juglares que los cantan y recitan. 
Se conservan muchos manuscritos de cantares de gesta franceses, entre los que destaca la Chanson de Roland, en castellano Cantar de Roldán, del que han sobrevivido nueve, uno de ellos (manuscrito de Oxford) anglo-normando, que describe la derrota del ejército de Carlomagno en el valle de Roncesvalles por parte del emir de Zaragoza, Marsilio, aliado con el traidor a Carlomagno, Ganelón. En esta batalla muere el héroe del cantar, Roldán, y su compañero Oliveros, por confiar demasiado en sus propias fuerzas para repeler la agresión. Cuando Roldán toca el olifante para pedir ayuda ya es demasiado tarde. La venganza del emperador Carlomagno ocupa el final de la historia.

## El ciclo del rey
Los cantares de gesta franceses están ordenados en ciclos; un ciclo es un conjunto de manuscritos que se reúnen formando una especie de novela de gran envergadura en la que cada cantar constituye un capítulo. La chanson de Fierabrás pertenece a la llamada gesta o ciclo del rey (donde la fuerte personalidad de Carlomagno, inevitablemente, domina todas las canciones en las que aparece), y es anterior cronológicamente a La chanson de Roland (entre ambas hay cuatro capítulos por medio), que también pertenece al ciclo del rey Carlomagno. 

## Fierabrás

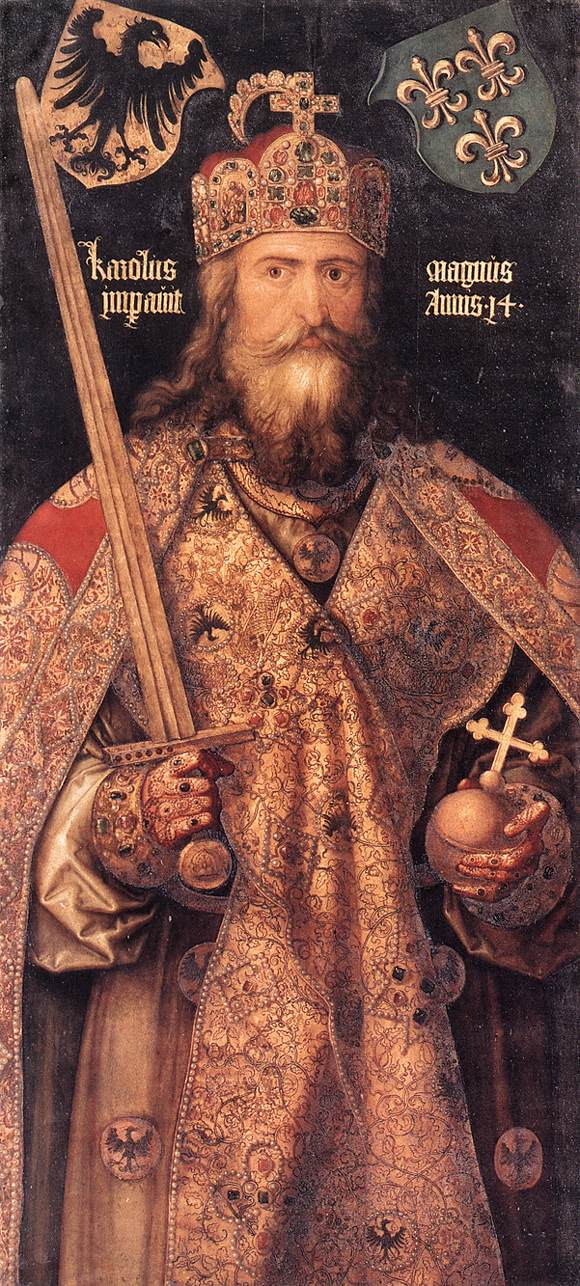
El rey Carlomagno en una interpretación realizada por Alberto Durero en 1512.

Sinopsis: (La acción se desarrolla tres años antes de la batalla de Roncesvalles) El emir Balán y su hijo, el gigante Fierabrás, regresan en barco a al-Ándalus después de haber participado de un saqueo en la ciudad de Roma, portando las reliquias de la pasión (la corona de espinas de Cristo, los clavos con los que fue crucificado, una inscripción de la cruz y el aceite utilizado para ungir su cuerpo muerto, entre otras reliquias). Las tropas de Carlomagno se dirigen a su encuentro para recuperarlas. Fierabrás desafía a todos los paladines; Oliveros, aunque herido, es el único que se compromete a enfrentarse al sarraceno, con el que mantiene un duelo que gana después de un combate largo y doloroso. Una vez derrotado, el gigante se convierte al cristianismo y se une al ejército franco. 
Oliveros y otros cuatro pares son capturados por Balán y encerrados en una torre hechizada de su fortaleza, a la que se accede a través del gran puente de Mantible, custodiado por el espantoso y descomunal gigante Galafré. Floripes, hermana de Fierabrás, enamorada de uno de los pares, el noble caballero Guy de Borgoña, visita a los prisioneros y les ayuda llevándoles comida. El rey Carlomagno envía a los otros siete pares, encabezados por su sobrino Roldán, a negociar la libertad de los prisioneros, pero el emir Balán los encierra como a los otros.
Floripes reúne a los nuevos prisioneros (entre los que se encuentra Guy de Borgoña), con los otros cinco y después de muchos incidentes consiguen enviar a uno de los pares, Ricardo de Normandía, a informar al rey de la situación en que se encuentran. Carlomagno se dirige a la fortaleza con su ejército (entre ellos está Fierabrás, que se enfrenta a Galafré) y logran derrotar a Balán, que es decapitado tras rechazar el bautismo. 
El rey distribuye los feudos conquistados entre Fierabrás y la pareja formada por la bella Floripes (convertida en cristiana) y Guy de Borgoña, con el que se casa y traslada a Saint-Denis con las santas reliquias devueltas por el ejército sarraceno.

## Renacimiento

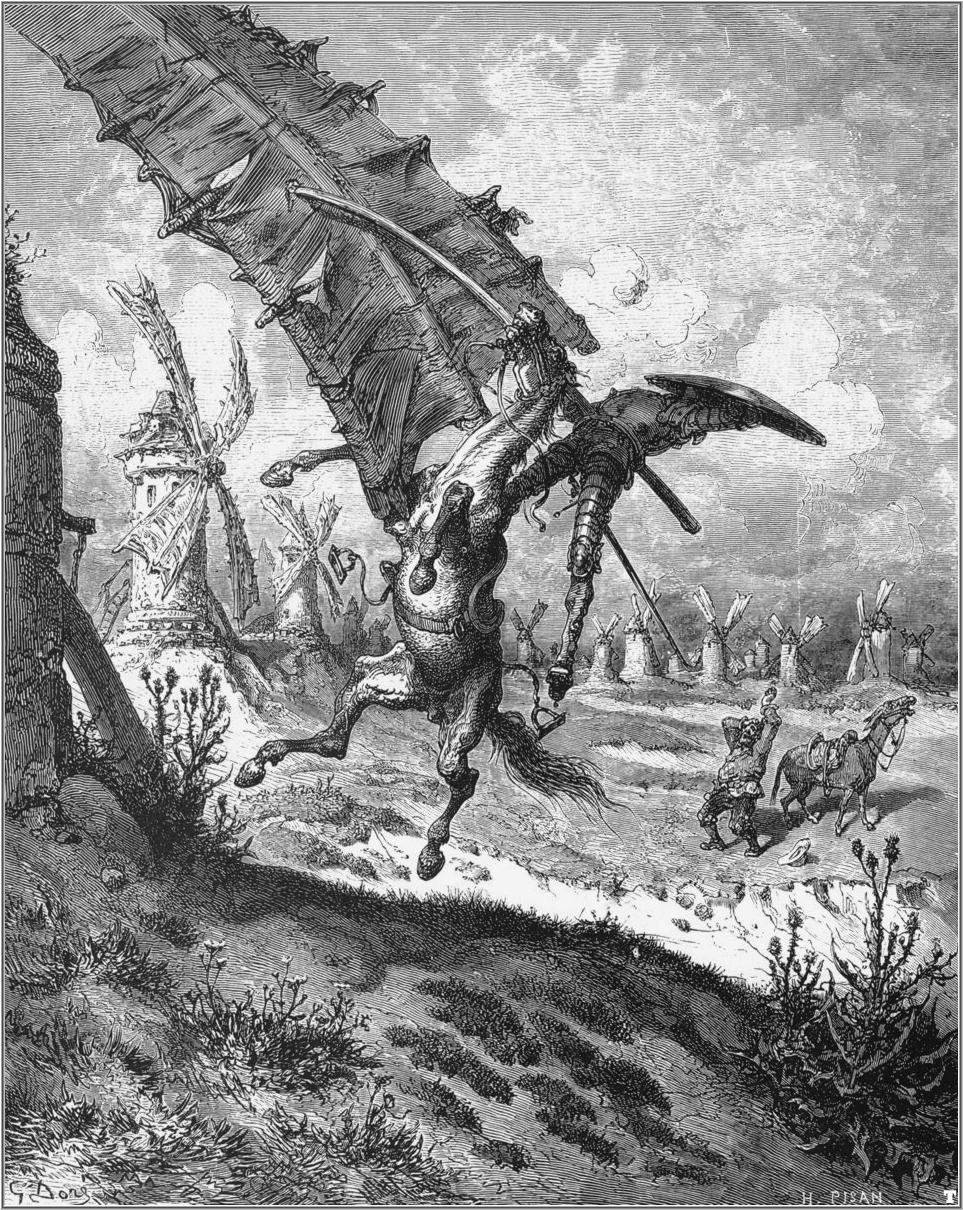
Escena de El ingenioso hidalgo don Quijote de la Mancha. Grabado de Gustave Doré.